# Alpi Centrali

Le 26 sezioni della Partizione delle Alpi. Le Alpi Centrali coprono le sezioni da nove a sedici

Le Alpi Centrali sono la sezione delle Alpi compresa tra le Alpi occidentali ad ovest e quelle orientali ad est, ovvero tra il col Ferret ed il passo del Brennero, a cavallo di Italia, Svizzera, Liechtenstein e Austria. 
Il concetto è proprio della Partizione delle Alpi adottata nel 1926 a seguito del IX Congresso Geografico Italiano del 1924, che suddivide le Alpi in tre grandi parti: Alpi Occidentali, Alpi Centrali ed Alpi Orientali.
La suddivisione didattica tradizionale italiana segue il criterio della "Partizione delle Alpi", suddividendo anch'essa le Alpi in tre parti, ma, a differenza di questa, spesso identifica il punto di congiunzione tra Alpi Centrali ed Alpi Orientali al Passo di Resia e non a quello del Brennero.
La Suddivisione Orografica Internazionale Unificata del Sistema Alpino (SOIUSA), del 2005, invece, non segue invece la tripartizione della catena alpina, usata soprattutto in Italia e Francia, proponendo al suo posto due sole grandi parti: Alpi Occidentali ed Alpi Orientali, in armonia con le classificazioni utilizzate negli altri paesi della catena alpina. Secondo il criterio della SOIUSA, quindi, non esiste una parte della catena alpina denominata "Alpi Centrali".

## Partizione delle Alpi

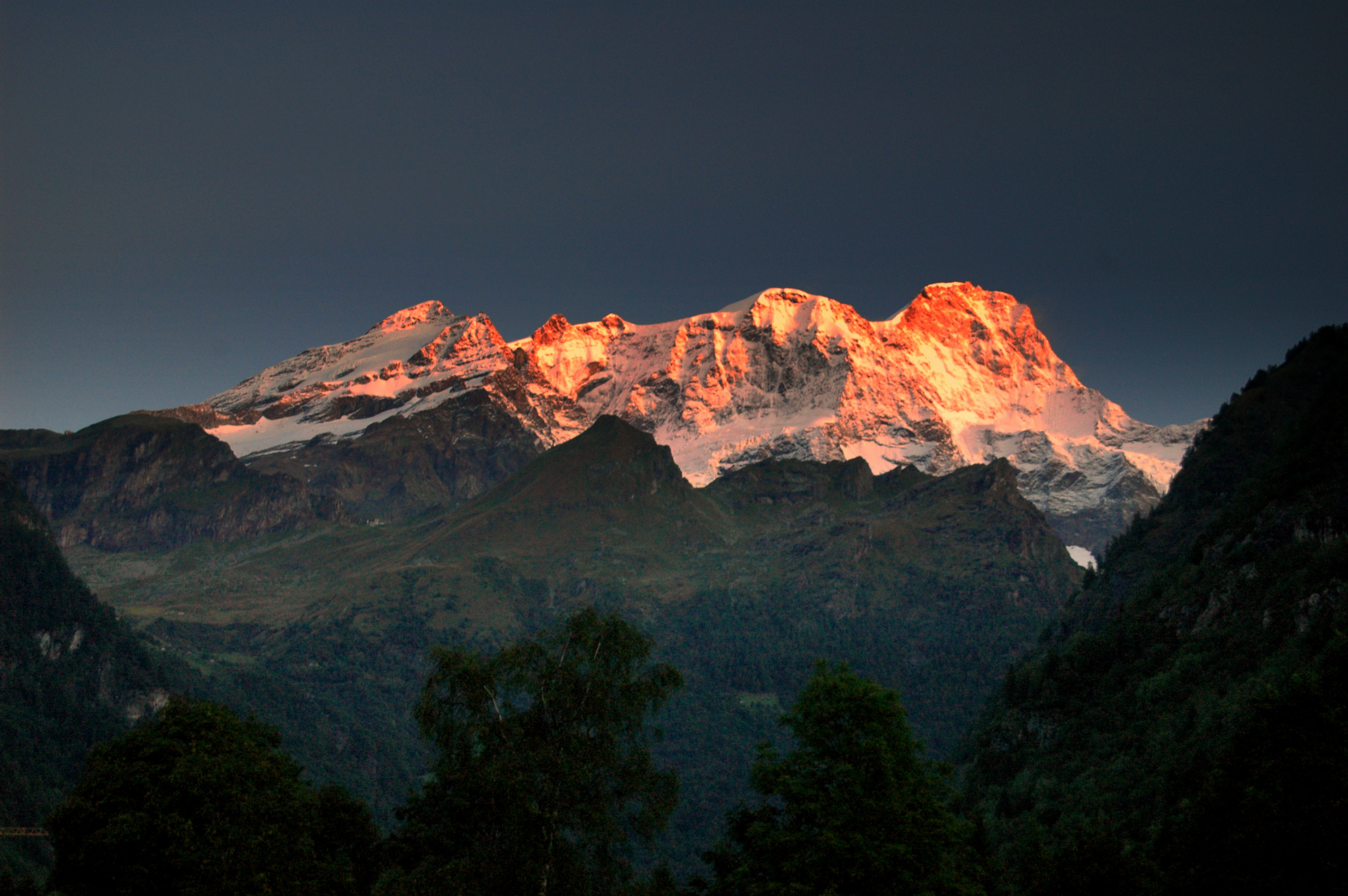
Monte Rosa

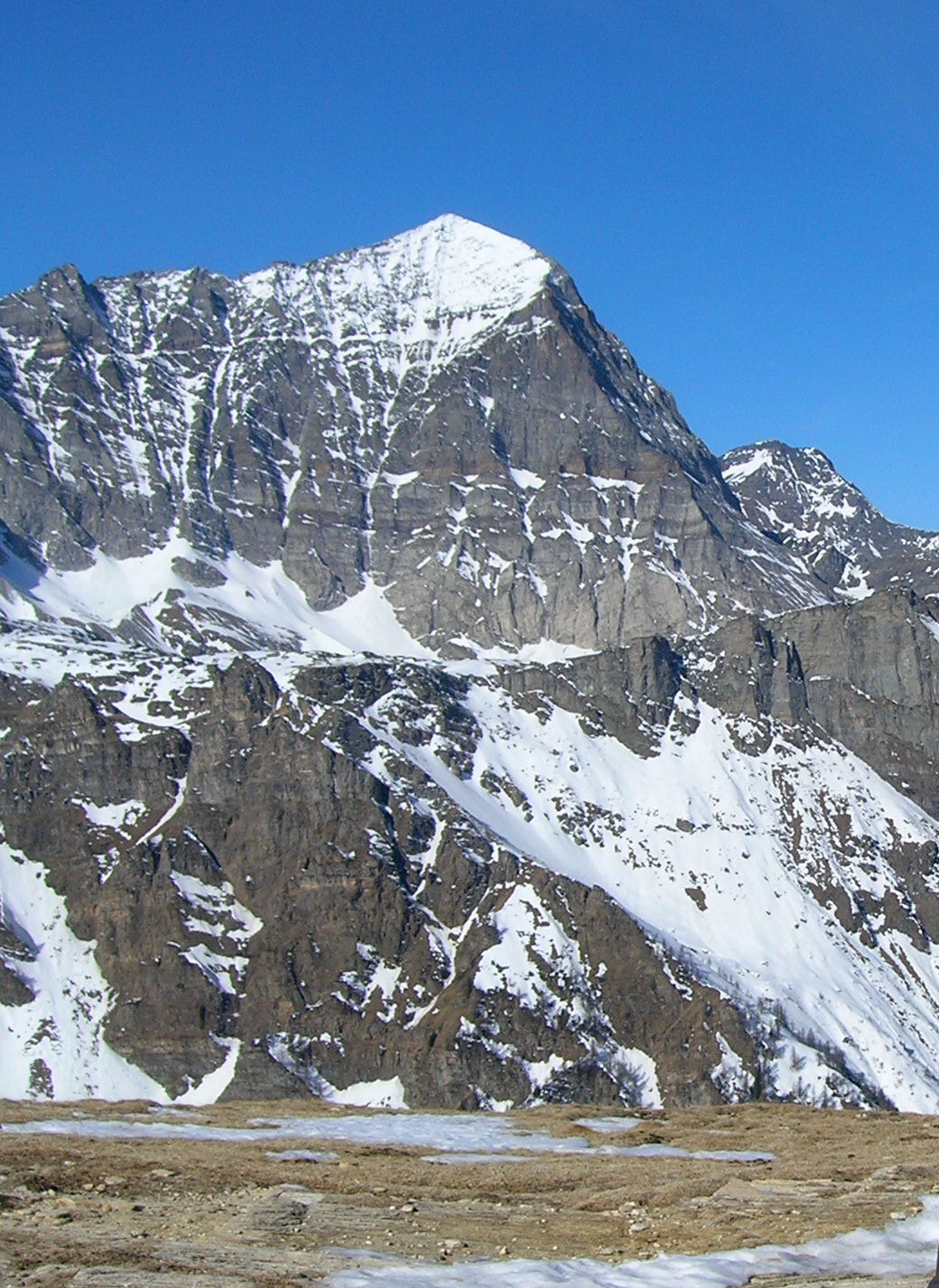
Monte Leone

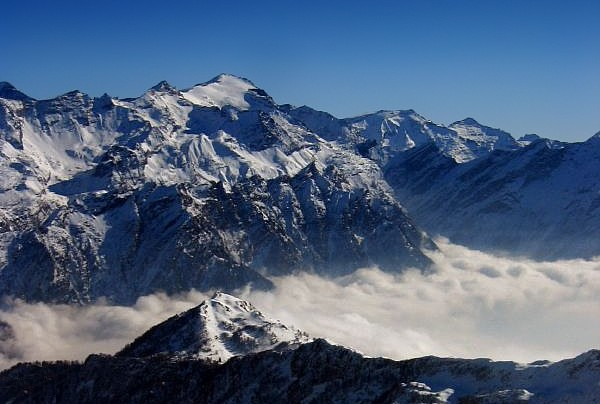
Adula

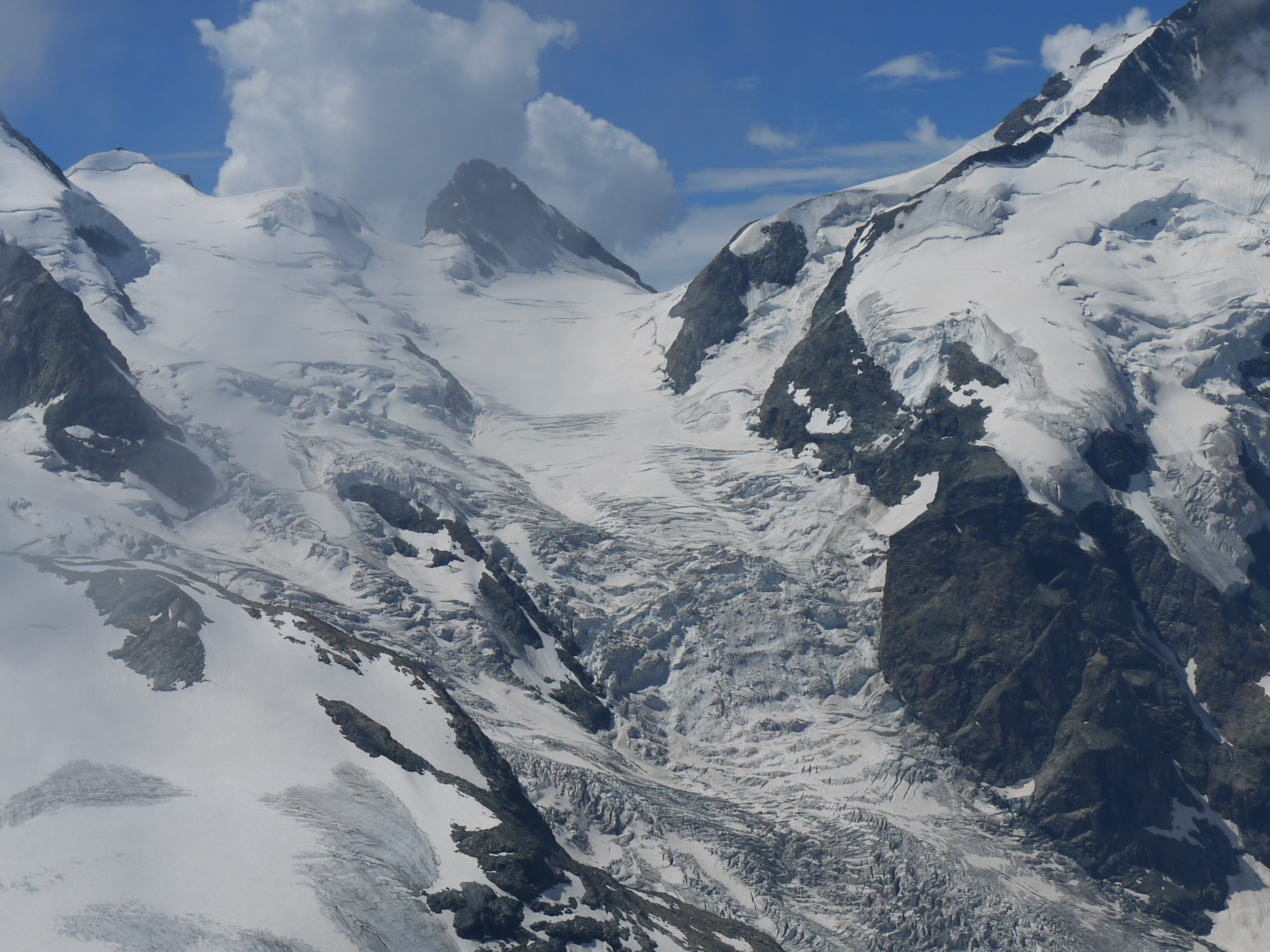
Bernina

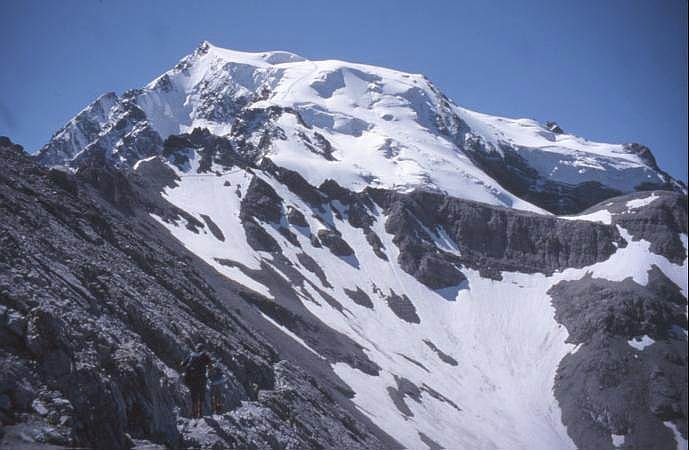
Ortles

Le Alpi centrali vanno dal Col Ferret al Passo del Brennero. La cima più elevata è il Monte Rosa (4.611 m).
Le Alpi centrali si suddividono ulteriormente in:
- Alpi Pennine (9)
  - Alpi del Vallese (9.a)
  - Gruppo della Valsesia (9.b)
- Alpi Lepontine (10)
  - Gruppo del Monte Leone (10.a)
  - Gruppo dell'Adula (10.b)
  - Alpi Ticinesi (10.c)
- Alpi Retiche (11)
  - Gruppo dell'Albula e Silvretta (11.a)
  - Gruppo della Plessur (11.b)
  - Catena del Reticone (11.c)
  - Gruppo del Fervall (11.d)
  - Gruppo del Bernina (11.e)
  - Gruppo dell'Umbraglio (11.f)
  - Alpi Venoste (11.g)
  - Alpi Breonie (11.h)
  - Alpi Sarentine (11.i)
  - Gruppo dell'Ortles (11.j)
  - Monti della Val di Non (11.k)
  - Gruppo dell'Adamello (11.l)
  - Dolomiti di Brenta (11.m)
- Alpi Bernesi (12) 
  - Massiccio del Finsteraarhorn (12.a)
  - Gruppo del Wildhorn (12.b)
  - Alpi Urane (12.c)
- Alpi Glaronesi (13)
  - Gruppo del Tödi (13.a)
  - Gruppo della Sardona (13.b)
- Prealpi svizzere (14)
  - Prealpi della Simmental (14.a)
  - Prealpi dell'Emmental (14.b)
  - Prealpi della Linth (14.c)
- Alpi Bavaresi (15)
  - Alpi dell'Algovia (15.a)
  - Alpi della Lechtal (15.b)
  - Monti dell'Achensee (15.c)
- Prealpi Lombarde (16)
  - Prealpi Luganesi (16.a)
  - Alpi Orobie (16.b)
  - Prealpi Bergamasche (16.c)
  - Prealpi Bresciane (16.d)
  - Prealpi Giudicarie (16.e)
  - Gruppo del Monte Baldo (16.f)